# Albert Richter
Albert Richter (født 16. april 1837 i København - død 1899 var en dansk oversætter og søn af en tømmermand ved Holmen J. A. Richter. Han forblev ugift.
Da hans forældre døde tidlig, opdroges han hos sin morbroder, til han, 16 år gammel, kom i lære hos Boghandleren H. C. Bakke i København. I dennes forretning virkede han bestandig, og han var efter Bakkes død dens leder, indtil han 4. Marts 1899 afgik ved døden efter længere tids svagelighed. Han var en stille og tilbageholdende, men nobel og elskværdig natur, som besad mange åndelige interesser. Skønt Richter så godt som aldrig havde været uden for vor hovedstaden, erhvervede han sig som autodidakt gode kundskaber i fremmede sprog, navnlig spansk; af disse og et ikke ubetydeligt poetisk talent fremgik de fortjenstfulde oversættelser af ældre spansk skønlitteratur, som han udgav i årene 1878-89, til dels med Kultusministeriets understøttelse. Det er 8 Dramer af Calderón, 1 af Tirso de Molina, 1 af J. de Alarcón og 1 af Rojas, endvidere et udvalg af spanske folkeromancer, med titlen "Romancero". Desuden har han i tidsskrifter meddelt nogle fordanskninger af ældre og nyere lyrik, fra spansk, fransk og tysk. Ved Calderón-Jubilæet i 1881 blev han hædret med en spansk medalje for sin oversættervirksomhed.